# Flugverfolgung
Flugverfolgung (engl. Flight Tracking) ist ein Dienst, der die Verfolgung von Flügen, Flugzeug und Flughafen-Aktivität ermöglicht.

## Übersicht
Die Flugverfolgung ermöglicht es Reisenden und Abholern, zu erfahren, ob ein Flug gelandet ist oder im Zeitplan liegt, um zum Beispiel festzustellen, ob es Zeit ist, zum Flughafen zu fahren.
Flugzeuge sind mit ADS-B-Transpondern ausgestattet, die Informationen wie die Flugzeugkennung, die GNSS-Position und die Flughöhe als Funksignale übertragen. Diese Funksignale werden von zivilen ADS-B-Empfängern, die sich in der Nähe des Flugzeugs befinden, empfangen. Diese ADS-B-Empfänger sind nur in der Lage, Informationen über Flüge innerhalb der Funkreichweite ihrer Position zu sammeln. Daher werden die von ihnen gesammelten Daten in der Regel an einen zentralen Server gesendet, der die Daten von zahlreichen einzelnen Empfängern in der ganzen Welt zusammenfasst.
Über Multilateration (MLAT) ist es möglich die Position genau und in Echtzeit zu bestimmen. Hierfür werden allerdings 4 Sensoren benötigt, die das ADS-B oder FLARM-Signal empfangen.
Die Flugverfolgung kann in Reisemanagement- und Reiseverfolgungsdienste integriert werden, was eine stärkere Automatisierung der Reisesoftware ermöglicht.
Trotz des Fortschritts werden viele plötzliche Ereignisse wie plötzliche Wetterumschwünge von den bestehenden Flugverfolgungssystemen nicht erfasst, da sie ihre Informationen nicht vom Flugzeug selbst, sondern von den Abfertigungszentralen erhalten, die oft nicht wissen, wo sich das Flugzeug gerade befindet.
Gewerblichen Betreibern steht eine Flugverfolgungssoftware zur Verfügung, mit der sie ihre Flugzeuge verfolgen und überwachen können, ob sie von einer vereinbarten Flugroute abweichen. Wenn dies der Fall ist, wird ein Warnalarm ausgelöst, um auf ein mögliches Problem hinzuweisen. Die verfügbare Software importiert und überprüft auch globale Wetter- und NOTAM-Informationen, um aufkommende Probleme, die den Flug beeinträchtigen könnten, zu überwachen.

## Liste von Flugverfolgungsdiensten
- jetvision FlightTracking
- Radarcape
- AirSquitter
- ADS-B Exchange
- ADSBHub
- Aviation Edge
- FlightAware
- Flightradar24
- OpenSky Network
- Plane Finder
- Radarbox
- VariFlight
- Umetrip